# 維捷布斯克足球俱樂部
維捷布斯克足球俱樂部是白俄羅斯的一家足球俱樂部。主場位於維捷布斯克的維捷布斯克中央體育場。球隊目前參加白俄羅斯足球超級聯賽的賽事。

## 外部連結
- Official Website （页面存档备份，存于） （俄文）
- FC Vitebsk at UEFA.COM （页面存档备份，存于）
- FC Vitebsk at EUFO.DE （页面存档备份，存于）
- FC Vitebsk at Weltfussball.de （页面存档备份，存于）
- FC Vitebsk at Football-Lineups.com